# 耿莲凤
耿莲凤（1944年—），中国女高音歌唱家，北京军区战友歌舞团演员，少将军衔，常与张振富合唱红歌。耿莲凤1960年开始从事文艺工作，是国家一级演员，第八、九届全国人大代表，第十屆全國政協委員。
耿莲凤演唱的代表作有《长征组歌》、《康定情歌》、《摘豆角》等，并与张振富一起演唱了《祖国一片新面貌》、《毛主席派人来》、《敖包相会》等二重唱歌曲，在当时的中国产生了巨大的影响，二人被中国媒体评论为“国内最好的二重唱搭档”、“中国的一对儿绝唱”。

## 主要作品
《长征组歌--遵义会议放光辉》
《毛主席派人来》
《祖国一片新面貌》
《吉祥的祝福》
《摘豆角》
《藏族人民纵情歌唱》
《部队就是我的家》
《支援矿山运木材》
《远方书信乘风来》
《布达拉宫的太阳》
《敖包相会》
《九九艳阳天》
《鱼水情》等

## 参阅
- 张振富